# Joan II Crispo
Joan II Crispo, nascut el 1388, fou el dotzè duc de Naxos i de l'Arxipèlag, baró d'Astrogidis, de Santorí, d'Astipàlea, Delos, i consenyor de Amorgos. Era fill de Francesc I Crispo.
Va succeir al seu germà Jaume I Crispo a la seva mort el 1418.
Va morir el 1433. Del seu enllaç (1421) amb Francesca Morosini va tenir una filla (Adriana) i un fill. Aquest darrer, Jaume II Crispo, el va succeir.